# Zoonomija
Zoonomija ili zakoni organskog života (1794.) djelo je engleskog liječnika Erasmusa Darwina. Objavljeno je u dva sveska, a bavi se patologijom, anatomijom, psihologijom te funkcioniranjem tijela. U djelo su uključene rane ideje teorije evolucije koje je kasnije detaljno razradio unuk Erasmusa Darwina, Charles Darwin.

## Nasljeđivanje stečenih osobina
U Zoonomiji Darwin je zagovarao nasljeđivanje za života stečenih osobina jedinke. On navodi: „Od njihovih začetaka pa do prestanka njihova života, sve životinje prolaze kroz trajne promjene; one su dijelom uzrokovane posljedicama njihovih želja i odbojnosti, njihovih užitaka i muka (…), a mnogi od tih stečenih obrazaca ili sklonosti prenose na svoje potomstvo.“
Ova je ideja u skladu s teorijom evolucije koju je zagovarao Jean-Baptiste Lamarck.
U trećem izdanju Zoonomije, Darwin je zastupao teoriju pangeneze.

## Utjecaj
Engleski romantičarski pjesnik William Wordsworth koristio je Darwinovu Zoonomiju kao izvor za svoju pjesmu Goody Blake and Harry Gill koja je objavljena u 1798. u zbirci Lyrical Ballads.